# Banu 'Anaza
I Banū ʿAnaza (in arabo ﺑﻨﻮ ﻋﻨﺰة‎?) sono un'antica tribù araba, ancor oggi esistente, che rivendica la sua discendenza adnanita (cioè da ʿAdnān), e di conseguenza la sua appartenenza alle popolazioni sedentarie o nomadi dell'Arabia settentrionale.
Il loro luogo d'insediamento va identificato nella Yamāma, nei monti Ṭuwayq, a sud del Wādī Nisāḥ.

Nella seconda metà del VI secolo una parte di essi si spostò tuttavia nelle pianure della Mesopotamia.

Prima di abbracciare in un'epoca imprecisabile l'Islam, essi adoravano Suʿayr (o Saʿīr), oltre alla divinità di Muḥarriq (lett. "Il combustore"), al pari di vari altri appartenenti alla stirpe dei Rabi'a, come i Banu 'Abd al-Qays.
Nella seconda metà del IX secolo una parte di loro si spostò ancora più a nord, nell'attuale Iraq, intorno a Mosul, ma una parte consistente rimase comunque nella Penisola araba, poco a nord della ḥarra di Khaybar.

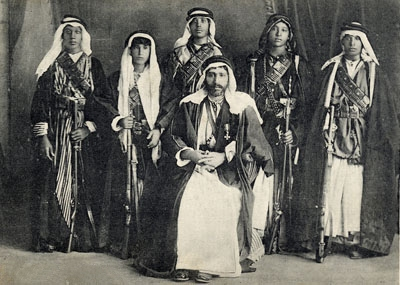
L'Emiro Mujḥim b. Muhīd, capo degli ʿAnaza, coi suoi figli, presso Aleppo, dopo essere stato insignito per i suoi servigi il 20 settembre 1920 con la Croce della Legion d'onore dal generale francese Henri Gouraud.

Sono divisi in due grandi raggruppamenti: gli ʿAnaza settentrionali e gli ʿAnaza meridionali. I primi comprendevano i Ḍanā Bishr (Fadʿān, Sbaʿa e ʿAmārāt) e i Ḍanā Muslim (Ḥesene, Wuld ʿAlī e Ruwalā - noti al pubblico occidentale per il loro sceicco Nūrī Shalʿān - conosciuti anche come al-Jalās, trasferitisi in Siria già nella seconda metà del XVIII secolo). 

Gli ʿAnaza meridionali sono invece costituiti dagli ʿAbd al-Hayl, dagli Ibn Ṣabāḥ, dagli Ibn Saʿūd, dai Muntifish, dagli Āl Ashkar e da vari altri clan.